# Zastava M57
Het Zastava M57 pistool was het standaard vuistvuurwapen van het Joegoslavisch Volksleger van 1963 tot het uiteenvallen van het land. Het is een door Zastava Arms onder licentie geproduceerde kopie van het TT-pistool van de Sovjet-Unie. Het is een semiautomatisch pistool dat het 7,62×25mm Tokarev-patroon vuurt. Veel M57-pistolen werden geïmporteerd door andere landen. Het is een veelvoorkomend verzamelobject onder vuurwapenverzamelaars door de lage prijs en historische waarde.
In 2022 produceert Zastava nog steeds moderne reproductiemodellen van de M57 met verbeterde veiligheidsmechanismen. De M57A met het originele 7,62×25mm-patroon en de M70A die het 9×19mm Parabellum-patroon vuurt.

## Gebruik
- Cyprus
- Servië

### Voormalig gebruikers
- Joegoslavië